# 11756 Geneparker
11756 Geneparker è un asteroide della fascia principale. Scoperto nel 1960, presenta un'orbita caratterizzata da un semiasse maggiore pari a 2,2426615 UA e da un'eccentricità di 0,1802230, inclinata di 2,20849° rispetto all'eclittica.
È intitolato così in onore di Eugene N. Parker, autorità dell'Università di Chicago.